# Суперкубок Англії з футболу 1912
Суперкубок Англії з футболу 1912 — 5-й розіграш турніру. Матч відбувся 4 травня 1912 року між переможцем Футбольної ліги Англії клубом «Блекберн Роверз» та переможцем Південної Футбольної ліги клубом «Квінз Парк Рейнджерс».
| Володар Суперкубка Англії 1912 |
| ------------------------------ |
|                                |
| «Блекберн Роверз» Перший титул |

## Учасники
| Клуб                   | Участей | Роки (жирним виділено перемоги) |
| ---------------------- | ------- | ------------------------------- |
| «Блекберн Роверз»      | дебют   |                                 |
| «Квінз Парк Рейнджерс» | 1       | 1908                            |

## Матч

### Додаткова інформація
Прибуткові кошти від проведення матчу були передані жертвам аварії Титаніка.

### Деталі
| 4 травня 1912 |

| «Блекберн Роверз» | 2–1      | «Квінз Парк Рейнджерс» |
| ----------------- | -------- | ---------------------- |
| Ейкенгед          | Протокол | Ревілл                 |

| Вайт Гарт Лейн, Лондон Глядачів: 7 100 |

| В                |  | Альф Робінсон    |
| З                |  | Боб Кромптон     |
| З                |  | Артур Кауелл     |
| ПЗ               |  | Альберт Волмслі  |
| ПЗ               |  | Персі Сміт       |
| ПЗ               |  | Біллі Бредшоу    |
| Н                |  | Джок Сімпсон     |
| Н                |  | Едді Летірон     |
| Н                |  | Вальтер Ейкенгед |
| Н                |  | Джо Кленнелл     |
| Н                |  | Вальтер Ентоні   |
| Головний тренер: |  |                  |
| Роберт Мідлтон   |  |                  |

| В                |  | Чарлі Шоу       |
| З                |  | Джон Макдональд |
| З                |  | Гаррі Паллен    |
| ПЗ               |  | Альф Ваймен     |
| ПЗ               |  | Арчі Мітчелл    |
| ПЗ               |  | Білл Вейк       |
| Н                |  | Артур Сміт      |
| Н                |  | Едді Ревілл     |
| Н                |  | Ден Маккі       |
| Н                |  | Гаррі Торнтон   |
| Н                |  | Біллі Бернс     |
| Головний тренер: |  |                 |
| Джеймс Кауан     |  |                 |